# Ан-Маргрет
Ан-Маргрет (на английски: Ann-Margret) е шведско-американска актриса, певица и танцьорка.

## Биография
Ан-Маргрет Олсон е родена на 28 април 1941 г. в град Йемтланд в Швеция. Дъщеря на Анна Реджина Аронсон и Карл Густав Олсон. Семейството ѝ се премества да живеят в щата Илинойс през 1947 г.

### Кариера
Известна е с ролите си във филмите „Чао, чао, Бърди“, „Да живее Лас Вегас“, „Синсинати Кид“, „Плътското познание“, „Обирджии на влакове“, „Томи“, и „Сърдити старчета“.
Тя също озвучава анимационната версия на себе си в епизода на „Семейство Флинтстоун“ от 1963 г. „Ан-Маргрок представя“. 
Носителка е на 5 награди Златен глобус, а също така е номинирана за 2 награди Оскар, 2 награди Грами, призът на „Гилдията на артистите“ и 6 Емита. През 2010 г. е удостоена с Еми за гост ролята си в сериала „Закон и ред: Специални разследвания“.

### Личен живот
Ан-Маргрет е омъжена за актьора Роджър Смит от 8 май 1967 до смъртта му на 4 юни 2017 г., и е мащеха на трите му деца. През 1980 г. Смит се оттегля от актьорска работа поради своето заболяване от миастения гравис и става мениджър на съпругата си.
Преди това тя излиза на срещи с Еди Фишър и е романтично свързана с Елвис Пресли, когато участват във филма „Да живее Лас Вегас“ (1964). 
Тя е запален мотоциклетист, яхва 500-кубиков „Triumph T100C Tiger“ във филма „The Swinger“ (1966) и използва същия модел, оборудван с нестандартен електрически стартер, в своя спектакъл и в телевизионните си участия. Тя е част от официалните реклами на „Triumph Motorcycles“ през 1960-те години. Тя счупва три ребра и получава фрактура на рамото при инцидент с мотоциклет в провинциалната част на щата Минесота през 2000 г. 
Минисериалът на Си Би Ес от 2005 г. „Елвис“ разказва за нейната афера с Елвис Пресли по време на снимките на „Да живее Лас Вегас“. В сериала е изиграна от актрисата Роуз Макгоуън.

## Избрана филмография

### Телевизия
| Година | Филм                                | Роля                  | Бележки |
| ------ | ----------------------------------- | --------------------- | --- |
| 1961   | Шоуто на Джак Бени                  | Себе си               | епизод: „Variety Show“ |
| 1963   | Семейство Флинтстоун                | Ан-Маргрок (глас)     | епизод: „Ан-Маргрок представя“ |
| 1970   | Ето я Люси                          | Ан-Маргрет            | епизод: „Люси и Ан-Маргрет“ |
| 1987   | Двете госпожи Гренвил               | Ан Ардън Гренвил      | Минисериал Номинация – Златен глобус за най-добра актриса в минисериал или телевизионен филм Номинация – Еми за най-добра актриса в минисериал или филм |
| 1994   | Скарлет                             | Бел Уотлинг           | 4 епизода |
| 1996   | Прелъстен от лудостта               | Даян Кей Борхардт     | 2 епизода |
| 1998   | Четири ъгъла                        | Аманда (Маги) Уайът   | 2 епизода |
| 2000   | Докосване на ангел                  | Анджела               | епизод: „Millennium“ |
| 2000   | Десетото кралство                   | Пепеляшка             | 7 епизода |
| 2000   | Фаворитки                           | Бог                   | епизод: „Are You There, God? It's Me Ann-Margret“ |
| 2003   | Трета смяна                         | Съдия Барбара Халстед | 3 епизода |
| 2010   | Закон и ред: Специални разследвания | Рита Уилс             | епизод: „Bedtime“ Еми за най-добра гостуваща актриса в драматичен сериал                                                                                |
| 2010   | Военни съпруги                      | Леля Иди              | епизод: „Guns & Roses“ |
| 2010   | От местопрестъплението              | Марго Уилтън          | епизод: „Sqweegel“ |
| 2014   | Рей Донован                         | Джун                  | 2 епизода |
| 2018   | Методът Комински                    | Даян                  | 2 епизода |

### Филми
| Година | Филм                         | Оригинално заглавие       | Роля                 | Режисьор        | Бележки |
| ------ | ---------------------------- | ------------------------- | -------------------- | --------------- | --- |
| 1961   | Джоб пълен с чудеса          | Pocketful of Miracles     | Луиз                 | Франк Капра     | |
| 1963   | Чао, чао, Бърди              | Bye Bye Birdie            | Ким Макафи           | Джордж Сидни    | Номинация – Златен глобус за най-добра актриса в мюзикъл или комедия |
| 1964   | Да живее Лас Вегас           | Viva Las Vegas            | Ръсти Мартин         | Джордж Сидни    | |
| 1965   | Синсинати Кид                | The Cincinatti Kid        | Мелба                | Норман Джуисън  | |
| 1966   | Произведено в Париж          | Made in Paris             | Маги Скот            | Борис Сагал     | |
| 1966   | Дилижанс                     | Stagecoach                | Далас                | Гордън Дъглас   | |
| 1971   | Плътското познание           | Carnal Knowledge          | Боби                 | Майк Никълс     | Златен глобус за най-добра поддържаща актриса Номинация – Оскар за най-добра поддържаща женска роля Номинация – Наградата на Нюйоркските филмови критици за най-добра поддържаща актриса |
| 1972   | Външен човек                 | The Outside Man           | Нансу Робсън         | Жак Дерей       | |
| 1973   | Обирджии на влакове          | The Train Robbers         | г-жа Лоу             | Бърт Кенеди     | |
| 1975   | Томи                         | Tommy                     | Нора Уокър           | Кен Ръсел       | Златен глобус за най-добра актриса в мюзикъл или комедия Номинация – Оскар за най-добра поддържаща женска роля                                                                           |
| 1977   | Джоузеф Андрюс               | Joseph Andrews            | Лейди Буби           | Тони Ричардсън  | Номинация – Златен глобус за най-добра поддържаща актриса |
| 1978   | Магия                        | Magic                     | Пеги Ан Сноу         | Ричард Атънбъро | Номинация – Сатурн за най-добра актриса |
| 1983   | Кой ще обича децата ми?      | Who Will Love My Children | Лусил Фрей           | Джон Ерман      | Златен глобус за най-добра актриса – минисериал или телевизионен филм |
| 1984   | Трамвай Желание              | A Streetcar Named Desire  | Бланш Дюбоа          | Джон Ерман      | Златен глобус за най-добра актриса в минисериал или телевизионен филм Номинация – Еми за най-добра актриса в минисериал или филм                                                         |
| 1985   | Два пъти в живота            | Twice in a Lifetime       | Одри Минели          | Бъд Йоркин      | |
| 1988   | Нов живот                    | A New Life                | Джаки Джиардино      | Алън Олда       | |
| 1993   | Сърдити старчета             | Grumpy Old Men            | Ариел Труа Густафсън | Доналд Петри    | |
| 1995   | По-сърдити старчета          | Grumpier Old Men          | Ариел Густафсън      | Хауърд Деуч     | |
| 1999   | Всяка една неделя            | Any Given Sunday          | Маргарет Панячи      | Оливър Стоун    | |
| 2004   | Такси в Ню Йорк              | Taxi                      | Г-жа Уошбърн         | Тим Стори       | |
| 2006   | Раздялата                    | The Break-Up              | Уенди Майърс         | Пейтън Рийд     | |
| 2006   | Договор за Дядо Коледа 3     | The Santa Clause 3        | Силвия Нюман         | Майкъл Лембек   | |
| 2009   | Всичко е разрешено в любовта | All's Faire in Love       | Г-жа Банкс           | Скот Маршъл     | |
| 2009   | Стари кучета                 | Old Dogs                  | Марта                | Уолт Бекър      | |
| 2017   | Обир със стил                | Going in Style            | Ани                  | Зак Браф        | |
| 2018   | Тати                         | Papa                      | Барбара              | Дан Израели     | |
| 2021   | Кралиците пчели              | Queen Bees                | Марго                | Майкъл Лембек   | |
| 2022   |                              | A Holiday Spectacular     | Баба Маргрет         | Джон Пъч        | |